# Daniele De Rossi
Daniele De Rossi, italijanski nogometaš in trener, * 24. julij 1983, Rim, Italija.
De Rossi celotno člansko kariero igra za Romo v Serie A. Sodeloval je na nogometnemu delu poletnih olimpijskih iger leta 2004. Sodeloval je tudi na SP leta 2006, kjer je v predtekmovanju na tekmi proti ZDA dobil rdeči karton in dobil prepoved nastopanja na naslednjih treh tekmah. Karton je dobil, ker je nasprotnika s komolcem udaril v obraz.